# Ruine Horen
Die Ruine Horen, auf topografischen Karten oft mit Burg Rosenberg bezeichnet, ist die Ruine einer Höhenburg oberhalb von Küttigen im Schweizer Kanton Aargau. Sie befindet sich auf 450 Meter Höhe auf einem Ausläufer des Kirchbergs rund 500 Meter nordwestlich der Kirche und gehört zum Typus der Hügelburgen (Motte).
(Horen ist eine verkürzte Variante des Wortes Hochrain.)

## Geschichte
Es sind weder die Erbauer noch das genaue Baujahr der Burg Horen bekannt, jedoch haben archäologische Untersuchungen ergeben, dass die Ruine im 12. Jahrhundert besiedelt war. Zu jener Zeit bestand die Anlage neben einem ovalen Bering mit Torhaus lediglich aus einem Wohnturm. Das Areal war durch einen Halsgraben nach Südosten hin gesichert. Schon um 1200 wurde die Burg wieder aufgegeben. Die letzten Besitzer waren die Chorherren von Münster.
Der korrekte Name der Burg ist nicht überliefert. Ihre heutige Bezeichnung stammt aus nachmittelalterlicher Zeit und wurde von den umliegenden Höfen übernommen. Im Laufe des 19. Jahrhunderts kam zudem der Name „Burg Rosenberg“ auf.
1960 wurde die Ruine ausgegraben und konserviert. Zuvor hatten lediglich der zugewachsene Halsgraben und ein kleines Stück Mauer von der einstigen Existenz der Burg gezeugt. Eine Sanierung des noch erhaltenen Mauerwerks folgte im Jahr 1989.